# Lenticela

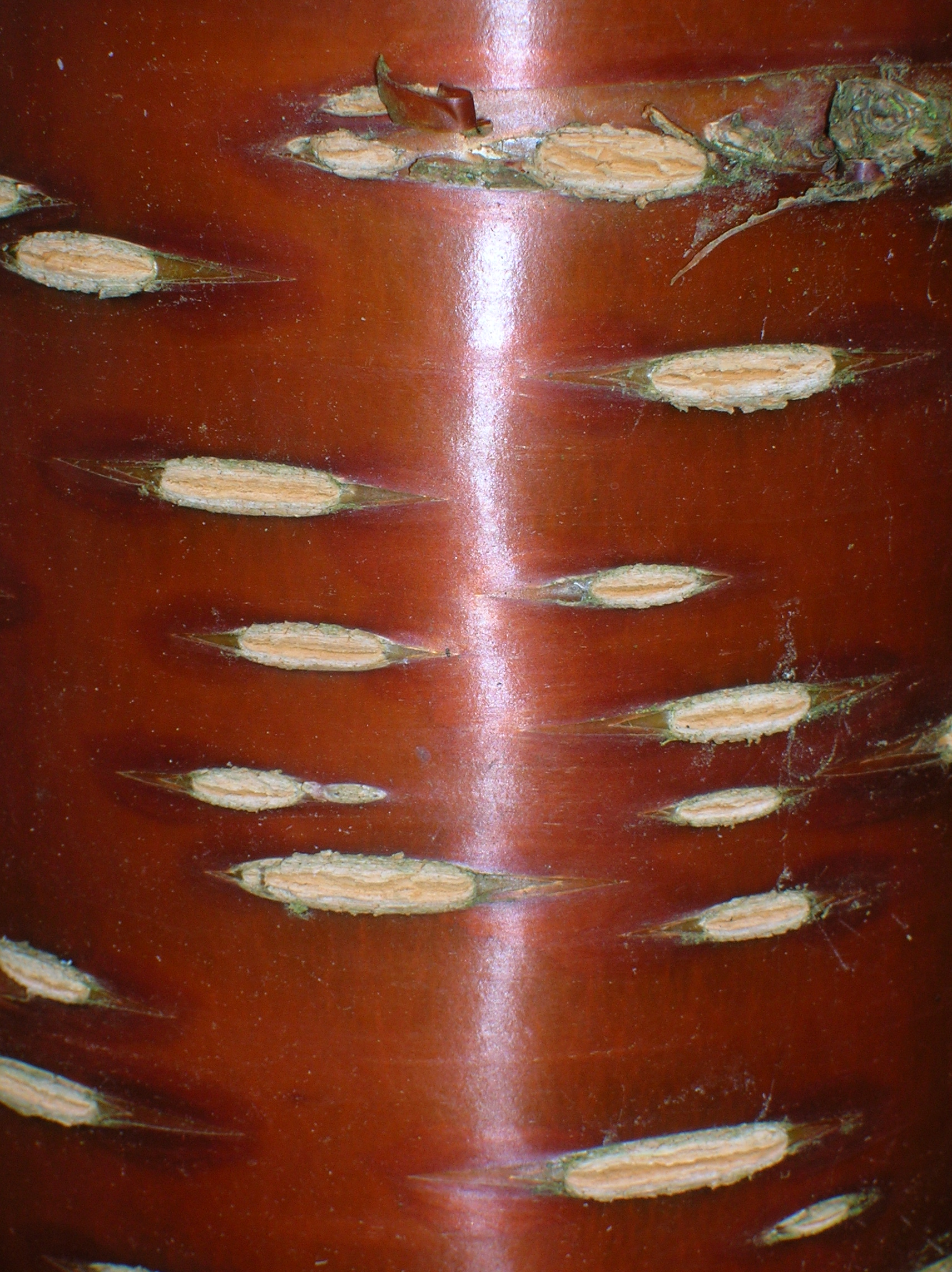
Lenticela en Prunus serrula.

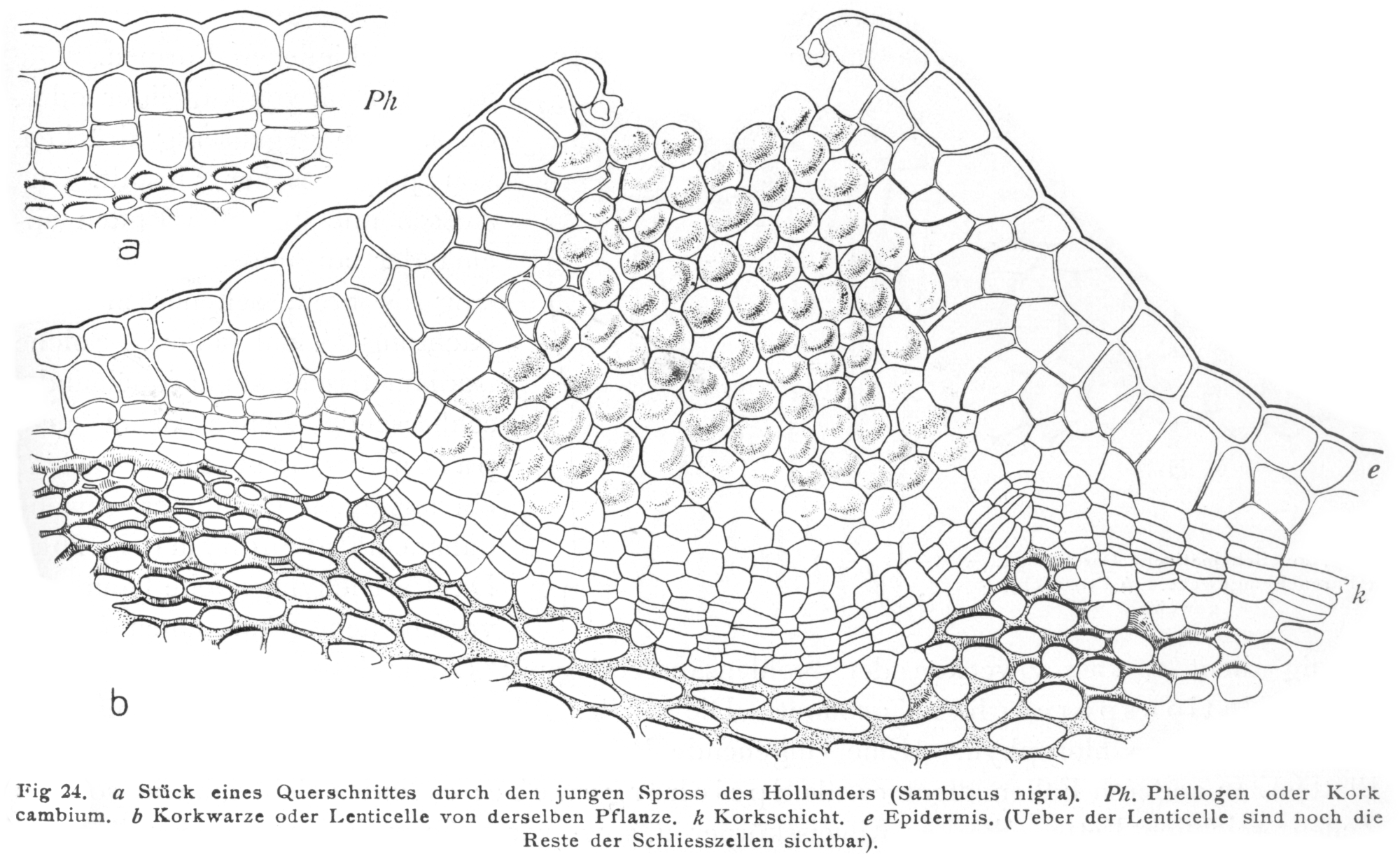
Lenticela de Sambucus nigra.

Las lenticelas son formaciones con función respiratoria con forma de aberturas lenticulares, que se encuentran en la superficie de tallos, raíces y, más raramente pecíolos y frutos, de muchas plantas gimnospermas y dicotiledóneas. Las lenticelas son porciones especializadas de la peridermis formadas por un tejido con una ordenación celular bastante floja, que permiten el paso de aire y el intercambio de gases entre la atmósfera y los tejidos internos. En las plantas que forman peridermis durante su crecimiento secundario, la epidermis (con sus estomas) y otras capas superficiales son sustituidas por la peridermis, que tiene una capa de células de súber impermeables, que no permitiría el intercambio de gases si no se formaran en algunas zonas lenticelas.
El nombre de lenticela procede de su forma lenticular (del latín lens lentis, lenteja). La forma concreta de las lenticelas es una de las características utilizadas para la identificación de especies de árboles. Son masas de células flojas que sobresalen ligeramente de la peridermis por una fisura transversal o longitudinal. Las lenticelas son visibles fácilmente, pero en plantas con mucha peridermis pueden quedar en el fondo de grietas en la peridermis.
Las lenticelas se pueden observar en el corcho que se emplea para fabricar tapones como conductos rellenos de polvo, procedente de las células muertas.

## Formación
Las lenticelas se forman durante la formación de la primera peridermis durante la primavera, cerrándose a finales de otoño con la formación de una nueva capa de súber. Las que se empiezan a formar en capas subepidérmicas lo hacen generalmente debajo de un estoma. Las células parenquimáticas que están alrededor de la cámara subestomática empiezan a dividirse y pierden la clorofila originando un felógeno de la lenticela, que se divide más, originando un tejido de relleno, que aumenta hasta romper a peridermis y sobresalir al exterior. Aunque las células que quedan a cielo abierto mueren, son sustituidas por más células formadas por divisiones del felógeno de la lenticela. En gimnospermas, las células de relleno de la lenticela están algo suberificadas, pero siguen teniendo paredes delgadas y espacios intercelulares. En las dicotiledóneas pueden originarse capas de tejido no suberificado y suberificado y pueden alternar capas de células con disposición compacta y más floja según el crecimiento estacional.
Algunas lenticelas no se forman debajo de los estomas. En algunas plantas pueden formarse en la parte profunda de la peridermis que produce súber, en la que el felógeno deja de producir súber y forma el tejido de la lenticela, que se abre paso a través del súber independientemente de la posición de los estomas. En el alcornoque las lenticelas tienen que abrirse camino por todo el grueso súber, y pueden verse en cortes de corteza como líneas de polvo pardo.
El número de lenticelas es muy variable, dependiendo de la especie y de la edad del vegetal, siendo más abundantes en plantas leñosas y poco abundantes en monocotiledóneas.

## En frutos y tubérculos

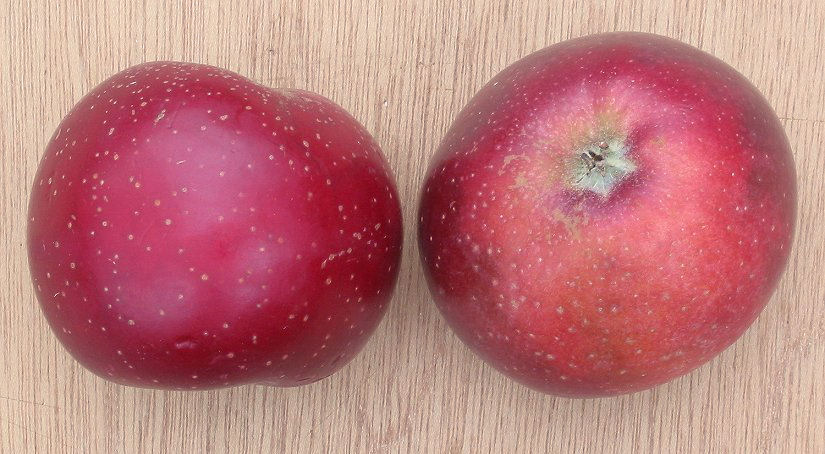
Lenticelas en manzanas.

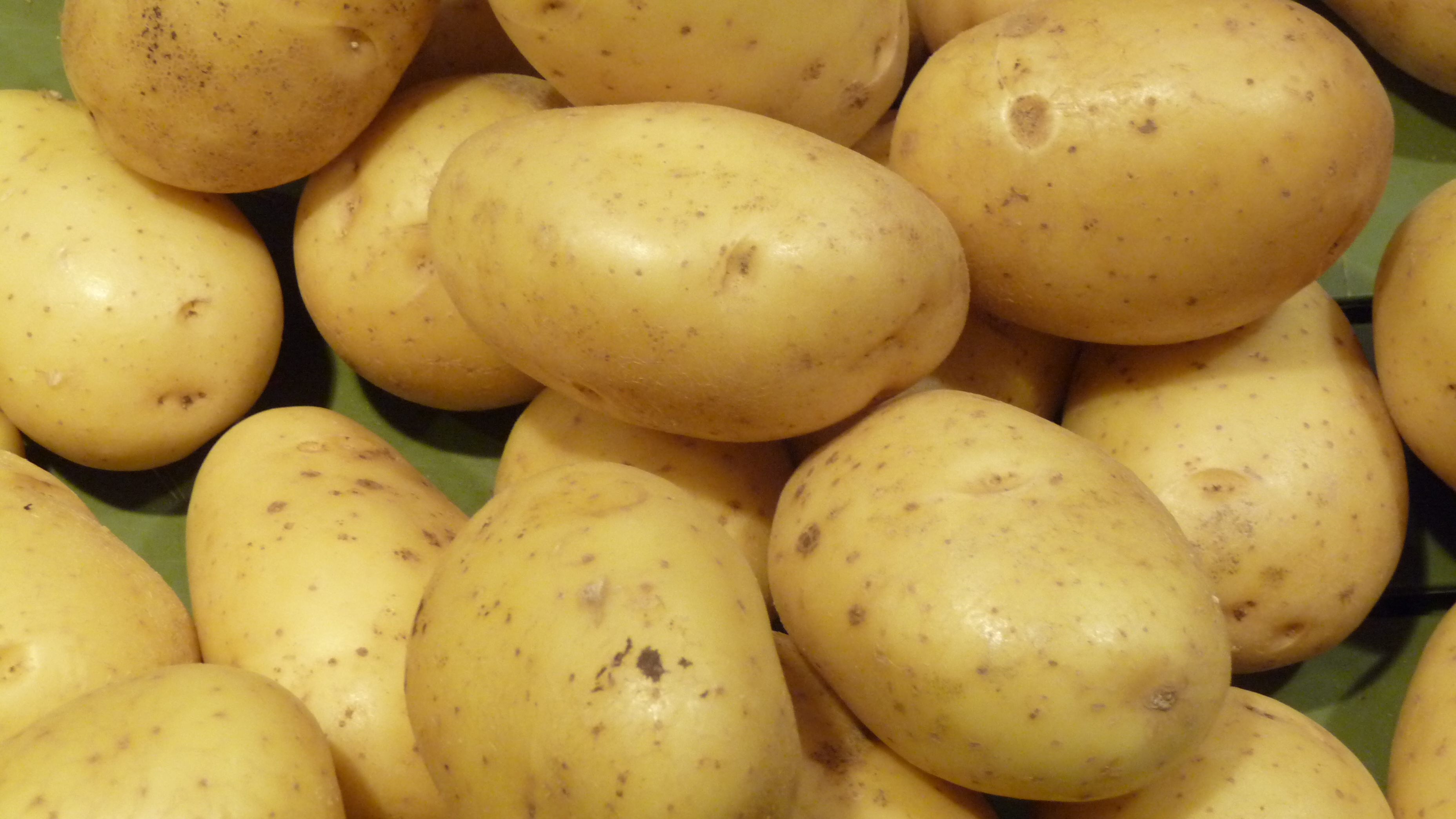
Lenticelas en patatas de la variedad Monalisa

Las lenticelas están también presentes en muchos frutos, por ejemplo, en manzanas y peras. En algunos tipos de peras puede servir para saber cuándo es conveniente recoger la fruta, ya que las lenticelas claras de los frutos inmaduros oscurecen cuándo estos maduran. Ciertas infecciones bacterianas y fúngicas pueden instalarse en el fruto penetrando por las lenticelas.
Las lenticelas están presentes también en tubérculos, como las patatas, la piel de las cuales deriva de la peridermis.